# Mr. Europa
El Mister Europa European Player of the Year Award fue un galardón creado en 1976 que otorgaba la revista italiana Superbasket que premia al mejor jugador europeo de baloncesto del año, incluidos los jugadores que se encuentran en la NBA. Dejó de concederse en 2010.

## Ganadores

Arvydas Sabonis, ganador en 1985 y 1997.

| Año  | Jugador                   | País                           | Club(es)                               |
| ---- | ------------------------- | ------------------------------ | -------------------------------------- |
| 1976 | Pierluigi Marzorati       | Italia                         | Cantù                                  |
| 1977 | Dražen Dalipagić          | Yugoslavia                     | Partizan Belgrade                      |
| 1978 | Dražen Dalipagić          | Yugoslavia                     | Partizan Belgrade                      |
| 1979 | Vladimir Tkachenko        | Unión Soviética                | Stroitel Kiev                          |
| 1980 | Dino Meneghin             | Italia                         | Varese y Olimpia Milano                |
| 1981 | Dragan Kićanović          | Yugoslavia                     | Partizan Belgrade                      |
| 1982 | Dragan Kićanović          | Yugoslavia                     | Partizan Belgrade y Scavolini Pesaro   |
| 1983 | Dino Meneghin             | Italia                         | Olimpia Milano                         |
| 1984 | Juan Antonio San Epifanio | España                         | FC Barcelona                           |
| 1985 | Arvydas Sabonis           | Unión Soviética                | Žalgiris Kaunas                        |
| 1986 | Dražen Petrović           | Yugoslavia                     | Cibona Zagreb                          |
| 1987 | Nikos Galis               | Grecia · Estados Unidos        | Aris Salónica BC                       |
| 1988 | Šarūnas Marčiulionis      | Unión Soviética                | Statyba Vilnius                        |
| 1989 | Vlade Divac               | Yugoslavia                     | Partizan Belgrade y Los Angeles Lakers |
| 1990 | Toni Kukoč                | Yugoslavia                     | KK Split                               |
| 1991 | Toni Kukoč                | Yugoslavia · Croacia           | KK Split y Benetton Treviso            |
| 1992 | Toni Kukoč                | Croacia                        | Benetton Treviso                       |
| 1993 | Dražen Petrović           | Croacia                        | New Jersey Nets                        |
| 1994 | Sasha Djordjević          | Yugoslavia                     | Olimpia Milano y Fortitudo Bologna     |
| 1995 | Sasha Djordjević          | Yugoslavia                     | Fortitudo Bologna                      |
| 1996 | Toni Kukoč                | Croacia                        | Chicago Bulls                          |
| 1997 | Arvydas Sabonis           | Lituania                       | Portland Trail Blazers                 |
| 1998 | Predrag Danilović         | Yugoslavia                     | Virtus Bologna                         |
| 1999 | Andrea Meneghin           | Italia                         | Varese                                 |
| 2000 | Gregor Fučka              | Italia                         | Fortitudo Bologna                      |
| 2001 | Peja Stojaković           | Yugoslavia                     | Sacramento Kings                       |
| 2002 | Peja Stojaković           | Yugoslavia Serbia y Montenegro | Sacramento Kings                       |
| 2003 | Šarūnas Jasikevičius      | Lituania                       | FC Barcelona y Maccabi Tel Aviv        |
| 2004 | Pau Gasol                 | España                         | Memphis Grizzlies                      |
| 2005 | Dirk Nowitzki             | Alemania                       | Dallas Mavericks                       |
| 2006 | Jorge Garbajosa           | España                         | Unicaja Málaga y Toronto Raptors       |
| 2007 | Dimitris Diamantidis      | Grecia                         | Panathinaikos                          |
| 2008 | Ricky Rubio               | España                         | DKV Joventut                           |
| 2009 | Pau Gasol                 | España                         | Los Angeles Lakers                     |
| 2010 | Juan Carlos Navarro       | España                         | FC Barcelona                           |